# Csákány
Csákány je obec v Maďarsku v župě Somogy. Rozkládá se na ploše 16,09 km² a v roce 2024 zde žilo 305 obyvatel.

## Historie
První zmínka o obci pochází z roku 1220. V roce 1389 zde byl postaven kostel Segesd.